# Ferenc Kolta
Ferenc Kolta (n. Boldogasszonyfa, 5 mai 1915 –d. Pécs, 11 iunie 1973) a fost un scriitor, istoric literar și profesor de literatură maghiar.